# نصرالله هدایت
نصرالله هدایت از سیاستمداران ایرانی بود، که در دوره‌ دهم بعنوان نماینده خمین و محلات در مجلس شورای ملی حضور داشت.